# 蜂須賀量子
蜂須賀 量子（はちすか かずこ、天保3年6月12日（1832年7月9日） - 明治40年（1907年）1月2日）は、伊勢津藩第12代藩主・伯爵藤堂高潔の正室。結婚後の姓名は藤堂 量子。父は阿波徳島藩第11代藩主・蜂須賀治昭の三男・蜂須賀昭順。養父は伯父で徳島藩第12代藩主・蜂須賀斉昌。養母は関白・鷹司政熙の娘・鷹司并子。義兄は蜂須賀斉裕。和漢の学や、有栖川流書道にも通じる。 

## 生涯
天保3年（1832年）、阿波徳島藩第11代藩主・蜂須賀治昭の三男・蜂須賀昭順の娘として生まれる。後に伯父である第12代藩主・蜂須賀斉昌の養女となり、伊勢津藩第12代藩主・藤堂高潔の正室に嫁ぐ。
明治13年（1880年）、高潔との間に長女・鉄子（子爵・高倉永則室）を出産する。明治15年（1882年）、次女・鋀子（常磐井尭猷室、子爵・牧野忠篤室）を出産する。そして、明治17年（1884年）には長男・高紹を出産する。
明治22年（1889年）、夫・高潔が死去する。明治40年（1907年）、没する。 墓所は東京都豊島区にある染井霊園。